# Eugen Kumičić
Eugen Kumičić, oppure Evgenij Kumičić, noto anche con gli pseudonimi di Jenio Sisolski, Bersečanin ed E. K. (Bersezio, 11 gennaio 1850 – Zagabria, 13 maggio 1904), è stato uno scrittore e politico croato.

## Biografia

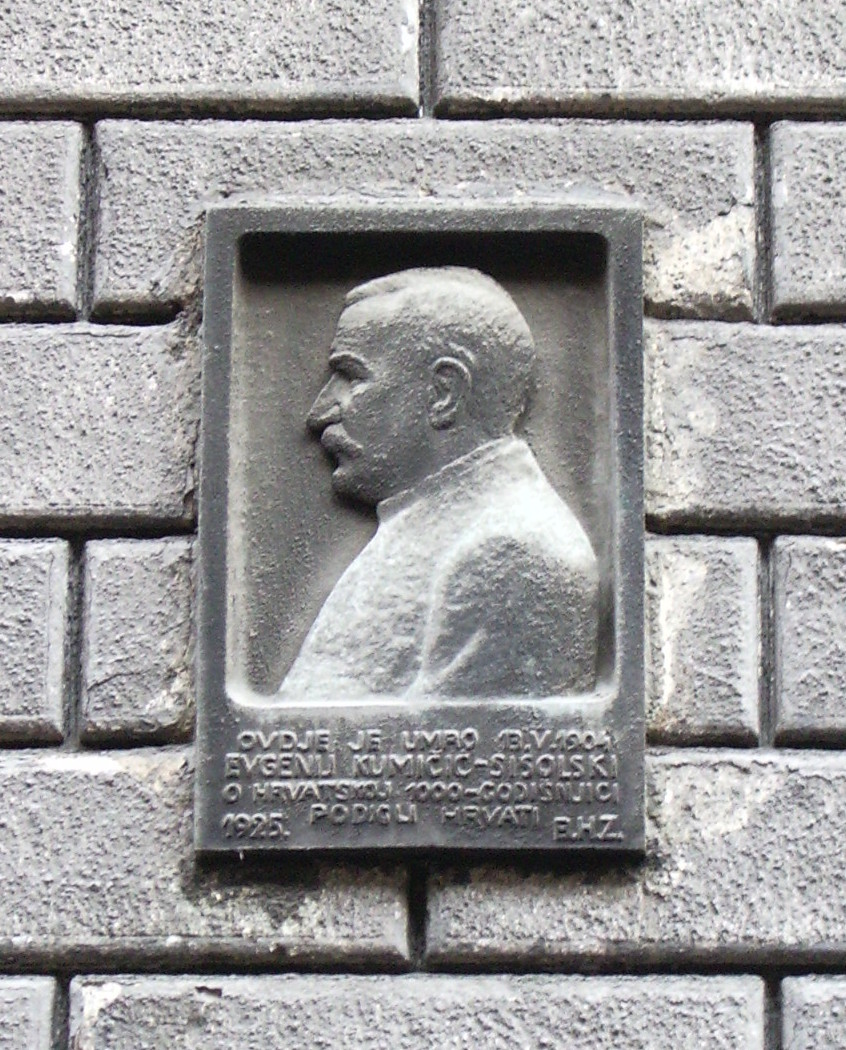
Una targa commemorativa per Eugen Kumičić a Zagabria.

La carriera di studi di Kumičić si svolse a Fiume, Capodistria e Zara; a Fiume si diplomò nel 1870.
A Praga seguì i corsi di medicina, però lo stesso anno si trasferì a Vienna per frequentare quelli di lettere, storia e filosofia, dal 1871 al 1873.
Dall'anno successivo Kumičić incominciò ad insegnare nei ginnasi di Spalato, Zara e Zagabria (1879-1883).
Negli stessi anni soggiornò anche a Parigi, a Venezia ed a Vienna.
Dopo di che Kumičić decise di dedicarsi alla letteratura ed alla politica, risultando eletto numerose volte alla dieta croata, nella corrente antimagiara rappresentata dal Partito dei Diritti Croato.
Fu tra i fondatori dei giornali di partito Hrvatska vila (Villa croata, 1882-1883), Sloboda (Libertà) e Hrvatska (Croazia, 1887-1888).

## Stile, pensiero e opere

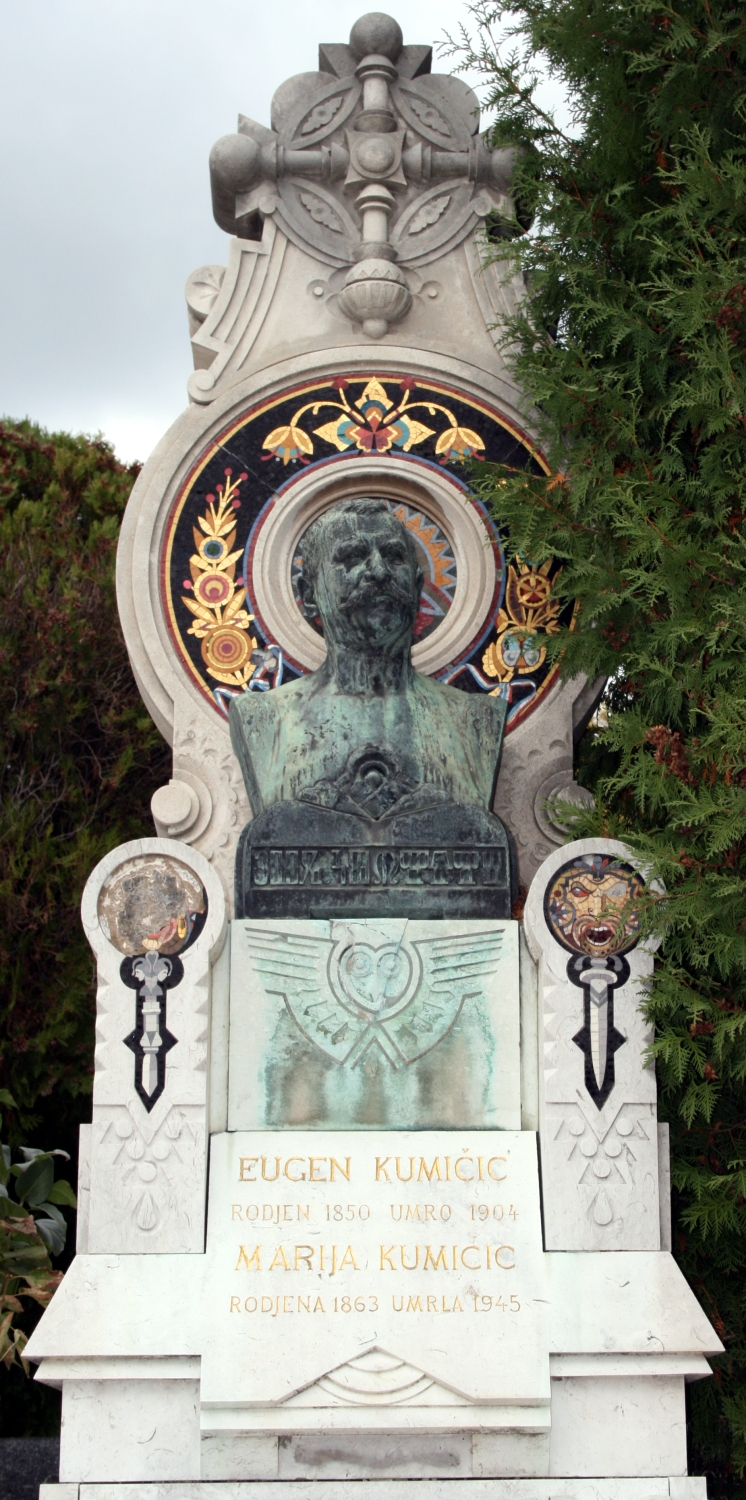
La tomba di Eugen Kumičić, a Zagabria

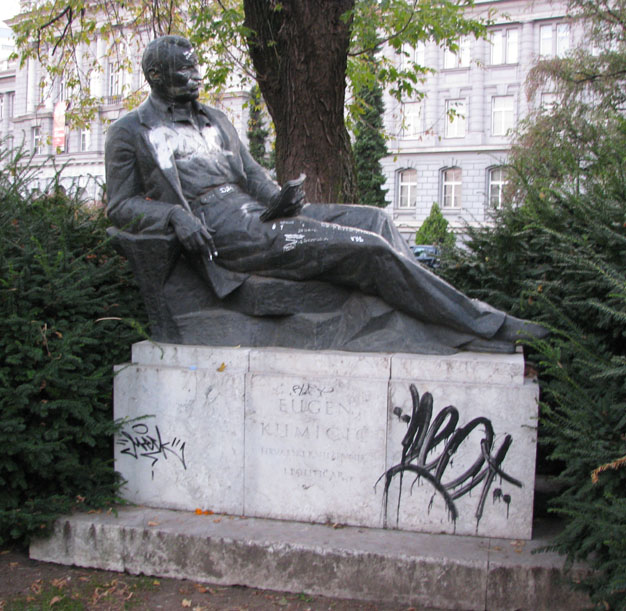
Monumento dedicato ad Eugen Kumičić, a Zagabria

Durante il soggiorno parigino Kumičić frequentò gli ambienti favorevoli al naturalismo zoliano, anche se le influenze maggiori evidenziate nel suo primo racconto Slučaj (Il caso, 1879), furono quelle romantiche di Šenoa.
L'opera che diede successo a Kumičić fu Olga i Lina (Olga e Lina, 1881), che dimostrò influenze zoliane, mancanti però di intenti moralistici, miscelate ad elementi romantici. Secondo i critici fu il primo romanzo naturalista croato.  L'autore dovette difendersi anche dalle accuse di pornografia.
La prima tendenza di Kumičić, il gusto romantico miscelato con il naturalismo, risultò chiara anche nelle opere successive, come nel romanzo Gospođa Sabina (La signora Sabina, 1883), nelle novelle Saveznice (Le alleate, 1890), Otrovana srca (Cuori avvelenati, 1890), Mladost-ludost (Giovinezza-follia, 1891), Pobijeljeni grobovi (Tombe imbiancate, 1896), tutte caratterizzate dalle trame complicate e dalla denuncia dei difetti della società contemporanea.
Una seconda tendenza basilare presente nelle opere di Kumičić risultò il nazionalismo, talvolta sciovinistico, che descrisse i croati come un popolo onesto e nobile, il cui contatto con gli stranieri non fu positivo, poiché questi ultimi diffusero vizi e difetti. Questa seconda tendenza si manifestò in una serie di opere meno romantiche e più vicine al naturalismo, come Jelkin bosiljak (Il basilico di Jelka, 1881), Začuđeni svatovi (Strane nozze, 1883), Sirota (Orfano, 1885), Preko mora (Oltre il mare, 1889), contraddistinte da descrizioni di personaggi tipici croati e da situazioni particolari croate.
La terza tendenza della prosa di Kumičić furono le tematiche storiche, presenti nei romanzi Urota zrinsko-frankopanska (La congiura degli Zrinski e dei Frankopan, 1894), rievocazione di una congiura seicentesca antiasburgica, e Kraljica Lepa ili propast kraljeva hrvatske krvi (La regina Lepa o la caduta dei croati, 1902), ambientata ai tempi dell'inizio della dominazione magiara in Croazia.
Da ricordare anche il libro di ricordi dedicato all'occupazione austro-ungarica della Bosnia ed Erzegovina, vissuta in quegli anni direttamente da Kumičić, intitolato Pod puškom (Sotto il fucile, 1886).
Infine Kumičić dedicò anche al teatro, con le opere drammatiche Obiteljska tajna (Segreto di famiglia, 1890), Sestre (Sorelle, 1890), Poslovi (Affari, 1890) e Petar Zrinski (1900).
Le sue opere sono state tradotte in ceco, sloveno, tedesco, esperanto, macedone, polacco, russo, slovacco e italiano.

## Opere principali

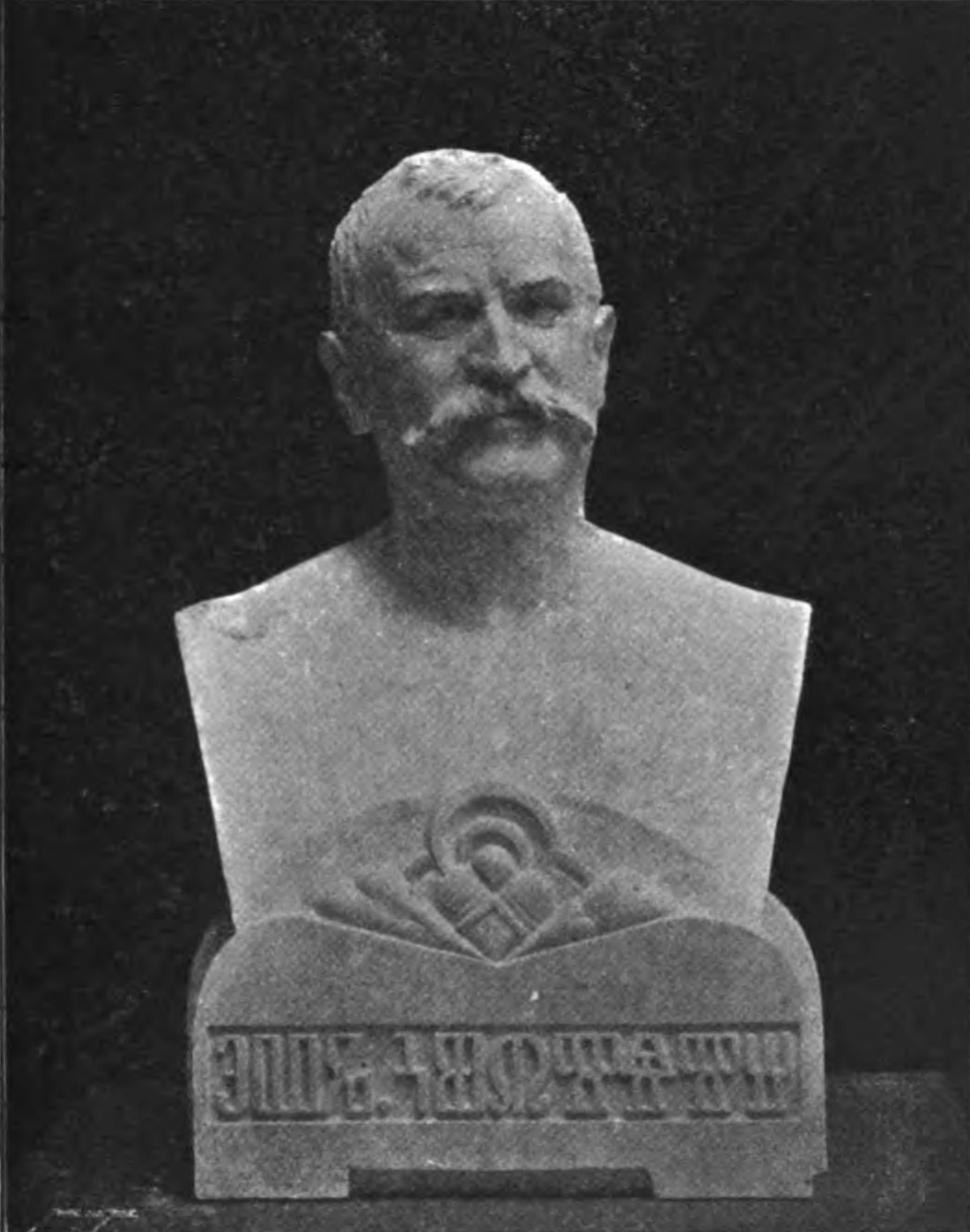
Busto dedicato ad Eugen Kumičić

### Romanzi
- Olga i Lina (1881);
- Primorci (1882);
- Začuđeni svatovi (1883);
- Gospođa Sabina (1883);
- Sirota (1885);
- Teodora (1889);
- Urota Zrinsko-Frankopanska (1894);
- Kraljica Lepa ili propast kraljeva hrvatske krvi (1902).

### Novelle
- Slučaj (1879);
- Jelkin bosiljak (1881);
- Neobični ljudi (1882);
- Ubilo ga vino (1884);
- Preko mora (1889);
- Saveznice (1890);
- Otrovana srca (1890);
- Broj 84 i 85 (1890);
- Crn Božić (1890);
- Tri mučenice (1890);
- Mladost-ludost (1891);
- Pobijeljeni grobovi (1896).

### Drammi
- Sestre (1890);
- Obiteljska tajna (1890);
- Poslovi (1898);
- Petar Zrinski (1900).

### Saggi
- O romanu (1883);
- Ivan Turgenjev (1883);
- Pod puškom (1886);
- Zablude naše kritike (1890);
- Petar Zrinski, Fran Krsto Frankopan i njihovi klevetnici (1899).